# Jill Ellis
Jill Ellis, född den 6 september 1966 i Portsmouth i England, är en engelsk-amerikansk fotbollstränare som var förbundskapten för USA:s damlandslag i fotboll från 2014 till 2019. Hon utsågs till förbundskapten i maj 2014 efter att tidigare fungerat som tillfällig förbundskapten efter att Tom Sermanni fått sparken.
2019 vann hon VM-guld i Frankrike med USA, Ellis ledde även USA till VM-guld i Kanada 2015 och var också förbundskapten under Olympiska sommarspelen 2016 där USA blev utslagna i kvartsfinalen mot Sverige.